# تسلسل زمني لاختراعات الولايات المتحدة (1946-1991)

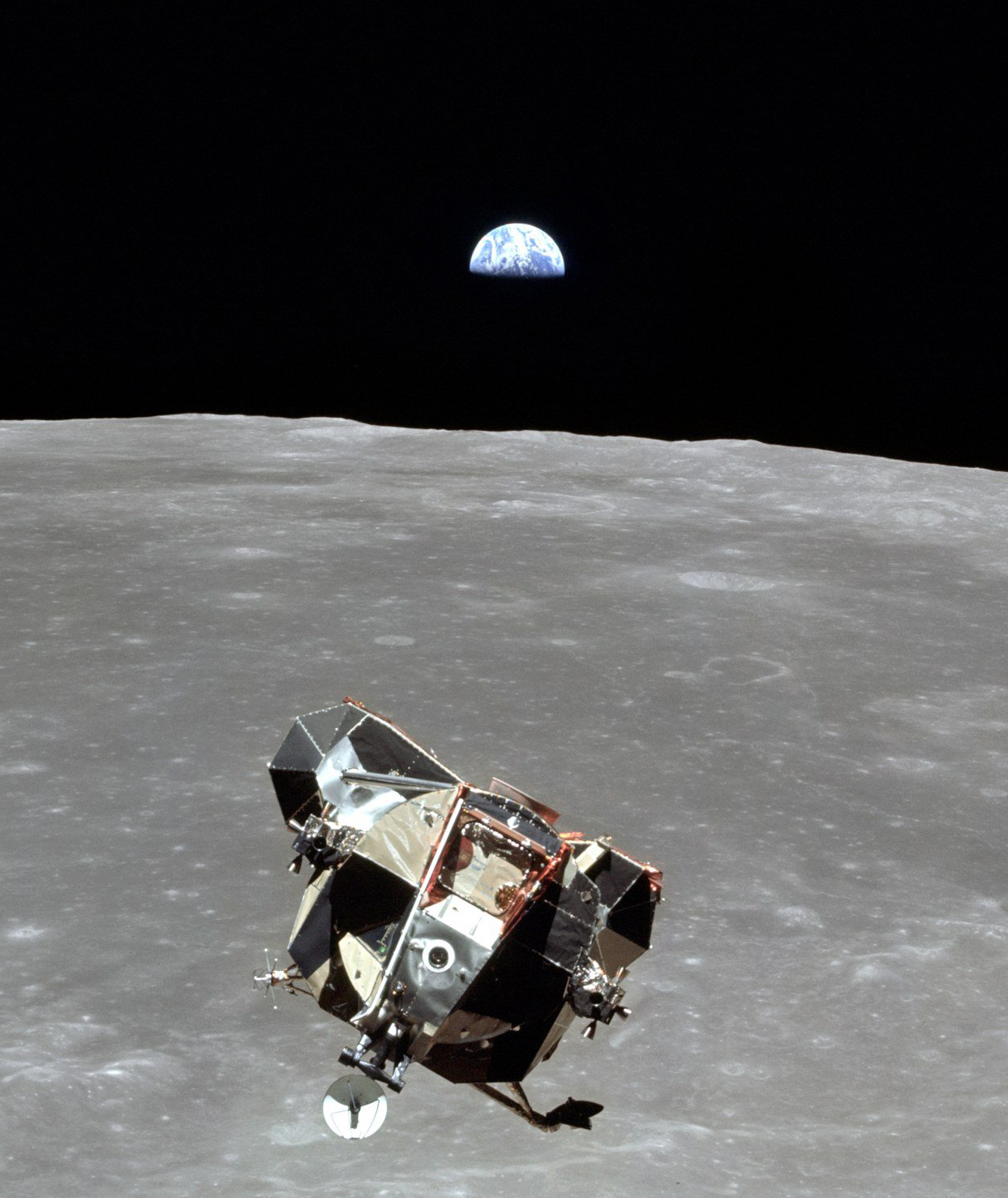

يتضمن التسلسل الزمني للاختراعات الأمريكية (1946-1991) براعة الولايات المتحدة وتقدمها الابتكاري في سياق تاريخي يعود إلى عصر الحرب الباردة، والتي تحققت من قبل مخترعين أمريكيين، إما من مواطني الولايات المتحدة الأصليين ومواليدها أو من المتجنسين. تؤمّن حماية حقوق النشر حق الشخص في المطالبة بأسبقية الاختراع للاختراع الأصلي المعني، المذكور في المادة الأولى، القسم 8، البند 8 من دستور الولايات المتحدة الذي يمنح الكونغرس الأمريكي السلطة المذكورة أدناه:
| تسلسل زمني لاختراعات الولايات المتحدة (1946-1991) | تعزيز تقدم العلوم والفنون المفيدة، من خلال تأمين الحق الحصري للمؤلفين والمخترعين لأوقات محدودة في كتاباتهم واكتشافاتهم. | تسلسل زمني لاختراعات الولايات المتحدة (1946-1991) |

في عام 1641، أصدرت محكمة ماساتشوستس العامة أول براءة اختراع في أمريكا الشمالية لصموئيل وينسلو لطريقة جديدة في صنع الملح. في 10 أبريل 1790، وقع الرئيس جورج واشنطن على قانون براءات الاختراع لعام 1790، الذي ينص على أن براءات الاختراع يجب أن ترخَص «لأي فن أو صنع أو محرك أو آلة أو جهاز مفيد، أو أي تحسين فيها لم يُعرف أو يُستخدم من قبل». في 31 يوليو 1790، أصبح صموئيل هوبكنز من بيتسفورد، فيرمونت، أول شخص في الولايات المتحدة الأمريكية يقدم ويحصل على براءة اختراع لطريقة محسنة لـ «صنع كربونات البوتاسيوم». أوضح قانون براءات الاختراع لعام 1836 كذلك قانون براءات الاختراع في الولايات المتحدة إلى حد إنشاء مكتب لبراءات الاختراع حيث تقدَم فيه طلبات براءات الاختراع، وتجهَز، وتُمنح، رهنًا بلغة ونطاق اختراع صاحب المطالبة، لمدة 14 سنة مع تمديد فترة البراءة إلى 7 سنوات إضافية. غير أن قانون اتفاقات جولة أوروغواي لعام 1994 غيّر مدة البراءة في الولايات المتحدة إلى ما مجموعه 20 سنة، يسري لطلبات براءات الاختراع المقدمة في تاريخ 8 يونيو 1995 أو ما بعده، مما جعل قانون براءات الاختراع في الولايات المتحدة أكثر اتساقًا مع القانون الدولي لبراءات الاختراع. ترِد أحكام القانون الحديثة المطبقة على الاختراعات في الباب 35 من قانون الولايات المتحدة.
في الفترة خلال عامي 1836 و2011، منح مكتب براءات الاختراع والعلامات التجارية في الولايات المتحدة ما مجموعه 7,861,317 براءة اختراع تتعلق بالعديد من الاختراعات المعروفة التي تظهر على مدى التسلسل الزمني أدناه. تتضمن أمثلة الاختراعات الحاصلة على براءات اختراع بين عامي 1946 و1991؛ ترانزستور وليام شوكلي (1947)، والحاسوب الشخصي لجون بلانكنبيكر (1971)، وبروتوكول التحكم بالنقل لفينت سيرف وروبرت خان (1973)، والهاتف المحمول لمارتن كوبر (1973).

## الحرب الباردة (1946-1991)

### بعد الحرب وأواخر أربعينيات القرن العشرين

#### المرصد الفضائي 1946
يعد مرصد الفضاء أداة، مثل التلسكوب، في الفضاء الخارجي تستخدم لمراقبة الكواكب البعيدة والمجرات وغيرها من الأجسام الفلكية الأخرى. في عام 1946، اقترح عالم الفيزياء الفلكية الأمريكي؛ ليمان سبيتزر، فكرة التلسكوب في الفضاء الخارجي، قبل عقد من إطلاق الاتحاد السوفيتي أول قمر اصطناعي؛ سبوتنيك، إلى المدار. لكن كان العالم الألماني هيرمان أوبرث أول من تصور فكرة التلسكوب الفضائي. تطلب اقتراح سبيتزر تلسكوب كبير لا يعرقله الغلاف الجوي للأرض. بعد الضغوط في ستينيات وسبعينيات القرن العشرين من أجل بناء مثل هذا النظام، تجسدت رؤية سبيتزر أخيرًا في أول تلسكوب ضوئي في العالم؛ تلسكوب هابل الفضائي، الذي أطلقه مكوك الفضاء ديسكفري في 20 أبريل 1990.

#### مانع الإنفجار الحلقي 1946
يعد مانع الانفجار الحلقي صمامًا كبيرًا يستخدم إسفينًا لسد رأس البئر. يحتوي على سداد مطاطي يشبه الدونات، يُعرف بوحدة تغليف مرنة، ومعزز بأضلاع فولاذية. أثناء عمليات الحفر أو أنشطة الآبار، يمكن إغلاق الصمام إذا تسبب الضغط الزائد من منطقة تحت الأرض في إحداث سوائل التكوين مثل النفط أو الغاز الطبيعي للدخول إلى حفرة البئر وتشكيل خطر على آلة الحفر. اختُرع مانع الانفجار الحلقي من قبل غرانفيل سلون نوكس في عام 1946 الذي حصل على براءة اختراع في 9 سبتمبر 1952.

#### حافظة الطعام البلاستيكية 1946
تُستخدم حافظة الطعام البلاستيكية مُحكمة الإغلاق لإعداد الأطعمة القابلة للتلف وتخزينها واحتوائها وتقديمها في المطبخ والمنزل. اختُرعت حافظة الطعام في عام 1946 من قبل الكيميائي الأمريكي إيرل سيلاس تابر الذي ابتكر طريقة لتنقية خَبَث متعدد الإيثيلين الأسود، وهو من مخلفات تنقية النفط، ليصبح مادة مصبوبة مرنة، ومتينة، وغير مسامية، وغير دهنية وشفافة. لم تحقق الحافظات البلاستيكية، المتوفرة بألوان عديدة، والتي تُصدر صوتًا كالتجشؤ عند إغلاق الغطاء، نجاحًا تجاريًا إلا بعد أن بدأت براوني وايز، ربة منزل في فلوريدا، في إلقاء الحافظات في حفل تسويقي مُنظَم عام 1951 من أجل عرض المنتج وشرح ميزاته.

#### بطاقة الائتمان 1946
تعد بطاقة الائتمان جزءًا من نظام الدفع، وسُميت تبعًا للبطاقة البلاستيكية الصغيرة الممنوحة لمستخدمي النظام. يمنح مُصدر البطاقة خط ائتمان للمستهلك، يستطيع المستخدم من خلاله اقتراض المال مقابل الدفع إلى تاجر أو كمقدم نقدي للمستخدم. في عام 1946، اخترع موظف البنك الأمريكي جون سي. بيغينز، من بنك فلاتبوش الوطني في بروكلين، أول بطاقة ائتمان يصدرها البنك.